# ワン・フォー・ミー
「ワン・フォー・ミー」（You're The One For Me）は、D・トレインが1981年にリリースしたシングル。
発売元・販売元はPreludeレコード（PRL D 621）。

## 解説
- 日本盤の見出しには「全米ディスコ・チャート3週連続No.1!」とある。
- 1981年には12インチシングル盤がリリースされている。

## 収録曲
作詞作曲：D・トレイン・ウィリアムズ、ヒューバート・イーヴスIII世
1. 「ワン・フォー・ミー」 - "You're The One For Me" [6:59]
  - 作詞、作曲：H. Eaves III・J. Williams、編曲：Hubert Eaves III
2. 「ワン・フォー・ミー （インストルメンタル）」 - "You're The One For Me (Instrumental)" [6:49]

## チャート
| チャート (1983年)                        | 最高順位 |
| ---------------------------------------- | -------- |
| U.K. シングル・チャート                  | 30       |
| アメリカ Billboard Hot Dance Club Play   | 1        |
| アメリカ Billboard Hot R&B/Hip-Hop Songs | 13       |